# The Golden Echo
The Golden Echo è il secondo album in studio della cantante neozelandese Kimbra, pubblicato dalla Warner Bros. L'album è stato pubblicato in Nuova Zelanda e in Australia il 14 agosto 2014 e negli Stati Uniti il 19 agosto 2014.

## Descrizione
Per la composizione dell'album, Kimbra ha trovato ispirazione nella mitologia greca e da una visita ad una fattoria di agnellini nel cuore di Los Angeles, effettuata il giorno dopo la cerimonia dei Grammy Awards 2013.
La copertina e tutto il servizio fotografico del booklet di The Golden Echo sono stati diretti da Thom Kerr, che ha inoltre diretto il video del secondo singolo estratto dall'album, Miracle.

## Accoglienza
| Recensione              | Giudizio |
| ----------------------- | -------- |
| AllMusic                | [ 6 ]    |
| Consequence of Sound    | B-       |
| Exclaim!                | 8/10     |
| Los Angeles Times       | [ 9 ]    |
| Paste                   | 7/10     |
| Pitchfork               | 4.3/10   |
| PopMatters              | 4.3/10   |
| Rolling Stone Australia | [ 12 ]   |
| Spin                    | 7/10     |
| Sputnikmusic            | [ 14 ]   |

The Golden Echo ha ricevuto generalmente delle critiche positive. Su Metacritic, l'album ha ottenuto uno stabile punteggio di 70 su 100, basato sulle recensioni di dodici importanti critici selezionati.

## Tracce
1. Teen Heat – 4:44 (Kimbra Johnson, Daniel Johns)
2. 90s Music – 3:36 (Kimbra Johnson, Mark Foster, Timon Martins, Stephen McQuinn, Matt Morris)
3. Carolina – 4:18 (Kimbra Johnson, Keith Ciancia, Zachary Dawes, Tyler Parkford, Michael Shuman)
4. Goldmine – 4:40 (Kimbra Johnson, Fraser T. Smith)
5. Miracle – 4:49 (Kimbra Johnson, Stephen Bruner, Daniel Johns)
6. Rescue Him – 5:34 (Kimbra Johnson, Surahn "Sid" Sidhu)
7. Madhouse – 4:04 (Kimbra Johnson, Ron Bruner, Stephen Bruner, Joel Whitley)
8. Everlovin' Ya (feat. Bilal) – 4:44 (Kimbra Johnson, Taylor Graves)
9. As You Are – 5:21 (Kimbra Johnson, Daniel Johns)
10. Love in High Places – 5:15 (Kimbra Johnson, Keith Ciancia, Sonny J. Mason, Matt Morris, Kaveh Rastegar)
11. Nobody But You – 5:22 (Kimbra Johnson, John Legend, Surahn "Sid" Sidhu, Dave Tozer)
12. Waltz Me to the Grave – 7:30 (Kimbra Johnson, Fagan Wilcox)

Edizione deluxe
1. Slum Love – 5:04 (Kimbra Johnson, Fagan Wilcox)
2. Sugar Lies – 4:10 (Kimbra Johnson, Francis White)
3. The Magic Hour – 4:31 (Kimbra Johnson, Francis White)

Edizione vinile
1. Vanity Fair – 3:52 (Kimbra Johnson, Daniel Johns)

## Crediti
Crediti ricavati dalle note contenute nell'album The Golden Echo
- Kimbra Johnson - vocals (all tracks); production (all tracks)
- Bilal - featured artist
- Mario Borgatta - assistant
- Ron Bruner - writer (track 7)
- Stephen Bruner - writer (tracks 5, 7)
- Keefus Ciancia - production (track 3)
- Martin Cooke - engineer
- Rich Costey - production (tracks 2, 4-5, 7-9, 11-12); executive producer; mixing
- Zachary Dawes - writer (track 3)
- Mark Foster - writer (track 2)
- Nicolas Fournier - engineer
- Fraser T. Smith - writer (track 4)
- Taylor Graves - writer and production (track 8)
- Nick Haussling - A&R
- Bo Hill - engineer
- John Hill - engineer

- Daniel Johns - writer (tracks 1, 5, 9)
- Thom Kerr - artwork and photography
- John Legend - writer (tracks 11)
- Bob Ludwig - mastering
- M-Phazes - production (tracks 5)
- Major Dudes - production (track 2)
- Timon Martin - writer (track 2)
- Sonny J. Mason - writer (track 10)
- Stephen McQuinn - writer (track 2)
- Matt Morris - writer (tracks 2, 10)
- Tyler Parkford - writer (track 3)
- Kaveh Rastegar - writer (track 10)
- Michael Shuman - writer (track 3)
- Surahn "Sid" Sidhu - writing and production (track 6)
- Alex Tenta - design and layout
- Dave Tozer - writing and production (track 11)
- Lenny Waronker - A&R
- Joel Whitley - writer (track 7)
- Fagan Wilcox - writing and production (track 12)

## Classifiche
| Classifica (2014)                 | Posizione massima |
| --------------------------------- | ----------------- |
| Australia (ARIA)                  | 5                 |
| Nuova Zelanda (Recorded Music NZ) | 5                 |
| Stati Uniti (Billboard 200)       | 43                |